# Ásrama
Az ásrama (szanszkrit: चतुराश्रम, angol: ashrama) a hinduizmusban használt szó, amely lelki rendet jelent; a lelki fejlődés négyes felosztása a Védák alapján.
Nemcsak az indiai társadalomban vannak osztályok (lásd kasztrendszer) külön feladatokkal és kötelességekkel, hanem az egyén életén belül is fázisok, korszakok következnek egymásra és mindegyikben más és más részlet-dharma az irányító elv. Ezeket az életszakaszokat a hinduk ásramáknak nevezik.
Minél több kiváltsággal rendelkezik valamely társadalmi osztály, annál több kötelesség hárul reá. Ez az ásramákra is vonatkozik. A súdra (szolgák) nem tartoznak követni az ásrama-szabályokat, mert szolgálataival, két keze munkájával eleget tesz a reá háruló kötelezettségnek. A vaisjára nézve csak a két első ásrama-fokozat kötelező, a ksatrijának be kell tartania a három első ásrama szabályait, míg a bráhman (felső osztály) mind a négy fokozatot köteles valóra váltani.
A régi Indiában, amikor a bráhmanok még előjogaik csorbíthatatlan birtokában voltak, a súlyos ásrama-szabályokat mindvégig betartották. Manapság is vannak ortodox bráhmanok, akik az ősi szabályok követéséhez ragaszkodnak. Így minden életkornak megvan a maga feladata. Ez az ásrama-dharma, az „életkorok törvénye”. Elválaszthatatlan az osztályokra vonatkozó szabályoktól, ezért a hinduk mindkettőt közös névvel, mint Varnásrama-dharmát, vallásuk egyik legfontosabb alapelvének tekintik.

## A négy ásrama
A szellemi megismerésre törekvő ember négy elkülönülő periódusa:
- brahmacsárja

Ez a tanulás, az életre való szellemi felkészülés; a felserdült ifjú kötelessége, miközben teljes önmegtartóztatásban kell élnie. 
- grihasztha (vagy grahasztha)

A családalapítás kötelessége, gondoskodás a hozzátartozókról, a család jövőjének biztosítása.
- vánaprasztha

A lemondás, az anyagi dolgoktól való elfordulás első lépése, ami akkor következik be, amikor a legidősebb fiúutód maga is családot alapíthat és a családfenntartás gondjait magára vállalhatja. A grihasztha (családapa) ekkor valamely remetelakra (ásram) vonul és ott szellemi elmélyülésben él és készül elő az utolsó fokozatra. 
- szannjásza (vagy szanjásza)

Amidőn a vánaprasztha végleg elindul a felszabadulás (móksa) felé vezető úton, elhagy minden világi köteléket, vándor vezeklőként él, a szellemi megtisztulás egyre magasabb céljaira és a nirvánára törekedve várja halálát.